# 白川谷川
白川谷川（しらかわだにがわ）は、徳島県三好市を流れる吉野川水系の河川である。

## 地理
三好市山城町粟山字布施の水源から山城町内を経て吉野川へ合流する。
中流から上流にかけて徳島県道271号粟山殿野線と並行して流れている。河川には桧の滝（落差約37m）や豊年の滝（落差約50m）がかかっている。流域には小歩危があり、天狗岳、三傍示山、塩塚峰等の山々がそびえている。

## 支流
- 仏子谷川

## 名所
- 桧の滝
- 豊年の滝
- 奥小歩危温泉
- とびの巣渓谷
- 小歩危
- 天狗岳
- 塩塚峰
- 三傍示山

## 流域の自治体
徳島県
三好市